# Taizō Kawamoto
Taizō Kawamoto (川本 泰三?, Kawamoto Taizō; Seto, 17 gennaio 1914 – Osaka, 20 settembre 1985) è stato un allenatore di calcio e calciatore giapponese, di ruolo attaccante.

## Biografia
Ha studiato all'Università di Waseda, nel 1934 ottiene la sua prima convocazione in nazionale, inoltre viene selezionato per prendere parte alle Olimpiadi, entrando nella storia per essere stato il primo calciatore nipponico a segnare una rete in un torneo olimpico, nel 1936 ai Giochi di Berlino nell'inaspettata vittoria per 3-2 contro la Svezia. In tutto segnerà quattro reti con la maglia della nazionale del Giappone, l'ultimo nel 1940 con il gol del 1-0 vincendo di misura ai danni della nazionale delle Filippine. Ha lavorato come assistente allenatore della nazionale alle Olimpiadi 1956. Il 20 settembre del 1985 muore a Osaka per via di un tumore dello stomaco.